# Либерти-Сити
Либерти-Сити (англ. Liberty City, в переводе с англ. — «Город Свободы») — вымышленный город из серии компьютерных игр Grand Theft Auto, разработанных компанией Rockstar Games. Либерти-Сити вдохновлён реальным городом Нью-Йорк, и, как и его прообраз, расположен на Северо-восточном побережье США, в вымышленном штате Либерти (англ. State of Liberty), аналоге штата Нью-Йорк.
Либерти-Сити находится в той же вымышленной вселенной игр компании Rockstar Games, что и штат Сан-Андреас, город Вайс-Сити. Также эта локация чаще других встречается в серии Grand Theft Auto: она фигурирует в девяти играх и является основным местом действия в семи играх.

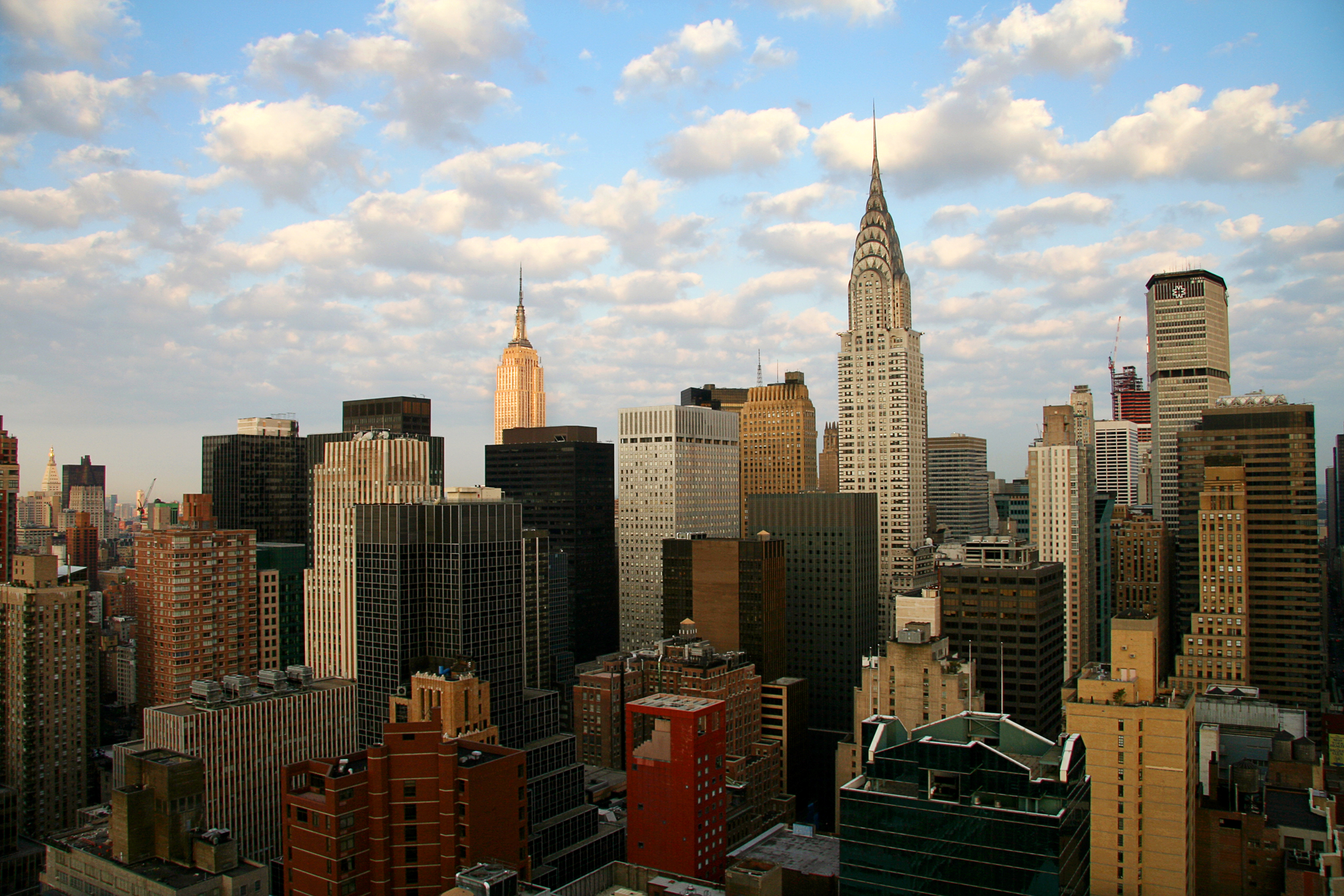
Нью-Йорк, город, взятый Rockstar Games в качестве прообраза Либерти-Сити

В разных вселенных, которые появляются в играх «GTA», существует несколько вариаций Либерти-Сити:
1. В первой Grand Theft Auto 1997 года, относящейся к 2D-Вселенной, Либерти-Сити — это один из трёх мегаполисов, образующих место действия игры. Город уже тогда был расположен на нескольких островах и географически сильно напоминал Нью-Йорк.
2. В играх Вселенной 3D Либерти-Сити является основной игровой локацией в Grand Theft Auto III, Grand Theft Auto Advance и Grand Theft Auto: Liberty City Stories, а также частично показан в Grand Theft Auto: Vice City и Grand Theft Auto: San Andreas. Здесь он также изображён как крупный столичный город, который вновь повторяет облик Нью-Йорка и других американских городов, таких как Лос-Анджелес, Чикаго и Детройт.
3. Во Вселенной HD Либерти-Сити стал основным местом действия в Grand Theft Auto IV, The Lost and Damned, The Ballad of Gay Tony, и Grand Theft Auto: Chinatown Wars, где так же похож на город Нью-Йорк, узнаваемы достопримечательности и география (реализованы все нью-йоркские боро: Алгонквин, символизирующий Манхэттен; Брокер, похожий на Бруклин, Дюкс, представляющий собой Куинс и Бохан, воплощающий Бронкс). Также в GTA IV показана прилегающая территория — Олдерни, являющаяся штатом, соседним с Либерти-Сити (он основан на штате Нью-Джерси, граничащим с Нью-Йорком).

Во всех играх Либерти-Сити — это большой густонаселённый город (4-8 млн жителей), с обширной транспортной сетью, расположенный на нескольких островах. В городе высокий уровень преступности, а также коррупции должностных лиц. Кроме того, город подвержен действиям террористических актов (таких как подрыв моста Каллахан в «GTA III»), затрудняющих движение транспорта.

## Вселенная 2D
Вымышленный город Либерти-Сити (англ. Liberty City) впервые появляется в серии игр Grand Theft Auto в оригинальной игре 1997 года. Город основан на Нью-Йорке и штате Нью-Джерси и является одним из трёх мегаполисов США представленных в игре, наряду с Вайс-Сити (Майами) и городом Сан-Андреас (Сан-Франциско). Это первая локация, доступная игроку, пока тот не разблокирует оставшиеся два города.
Либерти-Сити, так называемые «ворота к свободе», через которые миллионы европейцев впервые попали в США, — это всё, что вы себе представляете или может быть и больше. Гламурный и циничный, острый и мягкий, красивый и проклятый, это город, живущий на грани. От гламура Айленд-Сити до низа подошв бродяг из Брикса, это поистине город, который спит с одним закрытым глазом. Основанный на земле, купленной у коренных американцев всего за 37 долларов, баррель меда и мешок перьев бельгийскими поселенцами в 1603 году, пять старых районов Либерти-Айленд (включая острова Никсон-Айленд и Ло-Айленд), Брикс, Эстория, Кингс и Броклин фактически были объединены в столичный регион городскими районами из соседнего штата Нью-Гернси.

Карты Либерти-Сити в Grand Theft Auto (слева) в сравнении со спутниковым снимком Нью-Йорка (справа). Видна схожесть в очертаниях реального острова Манхэттен и Либерти-Айленд из игры

Если вы живете в Либерти всю свою жизнь или посещаете в первый раз, вы всегда увидите что-то новое. От трагедии на Ло-Айленде, где разразилась чума и убила миллион иммигрантов, ожидающих переселения на материк, до этнического очарования Айленд-Хайт, галерей и небоскребов в центре Айленд-Сити, есть так много всего, чтобы увидеть и сделать.

Что самое удивительное в Либерти-Сити — это люди, которые, тем не менее, предпочитают там жить. От бедствия в виде банкротства всего города в 1970-х годах до начала нового дня с невыполненных обещаний, эти люди пережили всё это и убедились в том, что до тех пор, пока у них есть кофе утром и лёгкий заработок, всё не так уж плохо. Либерти-Сити приобрёл ужасную репутацию из-за насильственной организованной преступности на протяжении многих лет. Тем не менее, как говорит пресс-секретарь мэрии: «Либерти-Сити раньше был очень опасным местом, но с тех пор, как мы вступили в должность, он занимает 47-ю строку по самому низкому уровню убийств среди других городов Восточного побережья». Тем не менее, неопытным гостям рекомендуется избегать Парка в ночное время, когда наркозависимые белки становятся дикими, также держаться подальше от района Кингс днем или ночью и избегать область Брикса в любой момент времени.Описание Либерти-Сити в разделе «Города» на официальном сайте игры Grand Theft Auto

### Дизайн
Либерти-Сити расположен на восточном побережье США. Его география и расположение в первой GTA, гораздо больше похожа на реальный Нью-Йорк, в сравнении с более поздним вариантом города показанным в Grand Theft Auto III. Центральный остров Либерти-Айленд, напоминает Манхэттен и имеет большой парк в центре, аналогичный Центральному парку. Остров окружён рекой с несколькими маленькими островами и связан с материком мостами. В соседней с островом территории узнаются очертания Нью-Джерси и других районов Нью-Йорка. Городская планировка Либерти-Сити, как и Нью-Йорка, очень сильно урбанизированная, с огромными количеством зданий и минимальными территориями парков и зелёных насаждений. В городе есть работающая круговая линия метрополитена, в основном связывающая центральный остров с почти всеми ближайшими районами и имеющая надземные и подземные участки. В 1997 году в городе вещают 7 радиостанций.
Территория Либерти-Сити в оригинальной Grand Theft Auto разделена на 20 районов, больше, чем в каждом из остальных городов в игре. Но де-факто к самому городу Либерти-Сити относятся лишь 15 районов, а 5 — это соседний штат Нью-Гернси. Районы основаны на реальных районах и кварталах Нью-Йорка и Нью-Джерси, а их названия представляют собой игру слов, каламбуры из названий их реальных прототипов. Всю карту можно разделить на несколько участков:
- Центральный остров, носящий название Либерти-Айленд (Манхэттен), поделён на районы: Айленд-Сити (Нижний Манхэттен и Мидтаун), Айленд-Хайт (Вашингтон-Хайтс), Ноу-Ло (Инвуд) и Парк (Центральный парк);
- Восточный берег основанный на Лонг-Айленде, имеет районы: Ардлер (Арверн[англ.]), Броклин (Бруклин), Доки Броклина (Нью-Йоркская военно-морская верфь), Эстория (Астория), Кингс (Куинс) и Теллберг (Уильямсберг);
- Северо-восточный берег, основан на материковой части Нью-Йорка и поделён на Брикс (Бронкс) и Айленд-Вью (Саундвью[англ.]);
- Аналогично островам на Ист-Ривере, имеются пара малых островов — Ло-Айленд (острова Рандалс и Уордс) и Никсон-Айленд (остров Рузвельт), название которого — это отсылка к Ричарду Никсону;
- Северо-западный берег, является отдельным штатом — Нью-Гернси (Нью-Джерси), он разделён на Иглвуд (Энглвуд), Хакенслэш (Хакенсак), Форт-Ло (Форт-Ли), Шелчберг (Гуттенберг[англ.]) и Гернси-Сити (Джерси-Сити).

## Вселенная 3D

### Grand Theft Auto III
2001 год. Появление Либерти-Сити в Grand Theft Auto III является вторым в серии. Город уже сильно отличается от оригинала. Внутриигровая литература называет его «худшим местом в Америке» из-за гангстерских разборок, грабежей и убийств, принявших характер пандемии. Где-то поблизости от него находится Карцер-Сити («тюремный город») из Manhunt.
О ранней истории Либерти Сити мало что известно, хотя упоминается, что «на момент изобретения телефона» город состоял «из церкви, трёх домов и пастбища с коровами». На карте также указано, что город отмечал свой 200-летний юбилей в 1998 году, что должно означать дату основания — 1798 год. Население города составляет четыре миллиона человек, городом-побратимом Либерти-Сити является Бейрут.
Либерти-Сити располагается на двух островах: Портленд (Portland), Стонтон (Staunton Island) и части материка Шорсайд-Вейл (Shoreside Vale), сообщение между которыми осуществляется по навесным мостам, подземным автотуннелям и метро. Каждый район отличается от других архитектурой, населением, доступным транспортом, местными криминальными группировками. Районы разделены на зоны влияния между преступными группировками «Дьяволы», «Ярди», «Худз», колумбийским картелем, семьями итальянской мафии Леоне, Форелли и Синдакко, японской якудза и китайскими триадами. Климат в городе преимущественно пасмурный и дождливый, случаются сильные туманы. В самом начале игры доступен только остров Портленд, а транспортное сообщение между остальными частями перекрыто. Эти локации города открываются по ходу прохождения сюжетных миссий. В конце игры игроку доступны все три части города.
Деловым центром Либерти-Сити является Стонтон, аналог реального Манхэттена. Здесь находятся ряд небоскрёбов, а также площадь Бедфорд-Пойнт (Таймс-сквер), Бельвилль-Парк (Централ-Парк), Либерти-Кампус (Колумбийский университет) и Мемориальный стадион Либерти-Сити (аналог реального стадиона Медисон-сквер-гарден). На острове же Портленд располагается контролируемый «триадами» Чайнатаун (en:Chinatown, Brooklyn) и местный квартал красных фонарей.
Мэром Либерти-Сити на 2001 год являлся Майлз О’Донован, который стал преемником Роджера С. Хоула, убитого в 1998 году Тони Сиприани по приказу местного мафиозного босса, дона Сальваторе Леоне.

### Grand Theft Auto Advance
2000 год. Город такой же, как и в GTA III. Три острова, на которых располагается город, претерпели некоторые изменения, и все элементы, которые было невозможно реализовать в двухмерной игре, исключили, из-за чего в GTA Advance отсутствуют наклонные поверхности, туннели и метро.

### Grand Theft Auto: Liberty City Stories
1998 год. В Grand Theft Auto: Liberty City Stories город несколько отличается от города в Grand Theft Auto III. Разработчиками было добавлено несколько новых локаций и переработаны многие районы города.
Так, к примеру, «Sex Club Seven» Луиджи Готерелли (англ. Luigi Goterelli) здесь называется «Paulie’s Revue Bar», и владеет им JD O’Toole, который работает на мафиозную семью Синдакко (англ. Sindacco) из Grand Theft Auto: San Andreas, причём игрок становится свидетелем того, как клуб получает нового владельца и название «Sex Club Seven». Также в городе существует небольшой район — Маленькая Италия (англ. Little Italy), которого нет в Либерти-Сити времён Grand Theft Auto III, но его судьба также становится известной игроку в одной из миссий ближе к концу игры. В самом начале игры также доступен только остров Портленд, а транспортное сообщение между остальными частями перекрыто. Эти локации города открываются по ходу прохождения сюжетных миссий. В конце игры игроку доступны все три части города.
Претерпел изменения и путь между островами. Мост между Портленд-Айлендом и Стонтон-Айлендом, а также туннель, соединяющий их в Grand Theft Auto III ещё не завершён, открыта только секция туннеля, которая идёт от северной части острова Шорсайд-Вейл до южной. Мост Каллахан (который разрушается взрывом в начале Grand Theft Auto III) также недостроен. Строительство моста в игре закончено так и не будет, но после миссии «Driving Mr. Leone» перед недостроенными пролётами появляются трамплины, и игрок путём прыжков на транспортном средстве может попасть на остров Стонтон. Вместо автодорог между островами курсирует паром, которого на момент действия Grand Theft Auto III уже нет, а на месте паромных причалов в Портленд-Айленда и Стонтон-Айленда — соответственно въезд в уже достроенный туннель Портер и небольшая военная база.
Население города составляет 12 миллионов человек, живущих на трёх островах и четырёх районах. Ещё не введён общегородской запрет на мотоциклы, действовавший в GTA III, и объяснявший отсутствие в городе этого вида транспорта. Этот запрет был пролоббирован фондом «American Road Safety for Everyone» (сокращённо ARSE — «задница»), который финансировала автомобильная корпорация «Майбацу», ранее таким же образом успешно «запретившая велосипеды».

Полицейские автомобили в целом повторяют цветовую схему реального Департамента Полиции Нью-Йорка (New York Police Department, NYPD), хотя и с заменой сине-белой гаммы на чёрно-белую.

## Вселенная HD

### Grand Theft Auto IV
2008 год. Либерти-Сити — место действия в Grand Theft Auto IV. В этой игре город больше походит на прототип Нью-Йорка и копирует не только общее архитектурное оформление города, но и многие его достопримечательности, среди которых Бруклинский мост (Брокерский мост), Крайслер-билдинг, Статуя Свободы (Статуя Счастья) и Эмпайр-стейт-билдинг (Роттердамская башня), Флэтайрон-билдинг и многие другие. В GTA IV Либерти-Сити поделен на четыре района: Брокер (прототип — Бруклин), Алгонквин (Манхэттен), Дюкс (Квинс), Бохан (Бронкс) и Олдерни (часть штата Нью-Джерси).
Известные места Нью-Йорка, воспроизведённые в игре, получили другие названия. Так, Брайтон-Бич был переименован в Хоув-Бич, Остров Рузвельта — в Колони-Айленд, Центральный парк известен как Миддл-Парк, а Таймс-сквер — Звёздный перекрёсток (англ. Star Junction).
В городе есть международный аэропорт Фрэнсис, объединяющий черты реальных аэропортов Ла Гуардия и JFK.
История города также похожа на историю реального Нью-Йорка. Район будущего Либерти-Сити был впервые обследован в 1609 году Горацием Гумбольдтом. В 1625 году основана голландская торговая фактория в Нижнем Алгонквине. Сам город изначально появился под названием «Новый Роттердам» (вместо первоначального названия реального Нью-Йорка — Новый Амстердам). В результате объявленной политики этнического разнообразия голландцы вскоре оказались в меньшинстве в своей собственной колонии, однако «их жалобы не волновали никого, кроме местных проституток».
В 1664 переименован в Либерти-Сити в связи с переходом под английский контроль. Новое название города объясняется тем, что передача города англичанам спонсировалась Банком Либерти («Банком Свободы»).
Британцы оставляют город в 1783 году, во время войны за независимость. Затем он стал первой столицей страны, и оставался ей вплоть до переезда правительства в Кэпитал-Сити («столичный город») в 1790-х годах.
В подобном ключе излагается также и история происхождения названий всех пяти районов Либерти-Сити. Так, если верить идущим по городскому телевидению документальным фильмам, название района Брокер происходит от имени вымышленного незаконнорождённого сына короля Великобритании сэра Уильяма Брокера III, а район Дюкс получил своё название от «дуки» (dookie), жаргонного названия фекалий, из-за характерного запаха большинства местных жителей. Также, если верить этим фильмам, название района Бохан по-голландски означает «слово по-голландски», а название Алгонквин (совпадающее с реальным индейским племенем алгонкинов), на языке индейцев (неизвестно, на каком именно) означает «место для жилых небоскрёбов» или «место, чтобы подцепить ЗППП».

Панорама Либерти-Сити в Grand Theft Auto IV

Планировка района Алгонквин аналогична реальной планировке Манхэттена. Дороги с запада на восток — «улицы», названные в честь минералов и химических элементов, от А (Аметист), до «Икс» (Ксенотайм). Дороги с севера на юг — «авеню», названные в честь городов, от А до G. Улицы же района Бохан вообще названы по известным американским тюрьмам: Алькатрас, Синг-Синг, Гуантанамо и др.
К западу от Либерти-Сити располагается формально независимый от него район Олдерни, входящий в одноимённый штат, и пародирующий реальный Нью-Джерси. Одной из основных его достопримечательностей является тюрьма («исправительное учреждение штата Олдерни»). Официальным прозвищем Олдерни является «Уродливая сестра Либерти Сити». Во время вертолётного тура над Либерти Сити пилот, указывая на реку Вест-Ривер (соответствующую реальному Гудзону), замечает: «Вот Вест-Ривер. Жители Либерти Сити очень рады, что она отделяет нас от Олдерни». Название Олдерни происходит от Филиппа де Олдерни, единственного человека, кто смог вытерпеть жизнь в подобном месте.
На момент действия население Либерти-Сити достигает 15 млн чел., мэром является демократ Хулио Очоа, а его заместителем республиканец Брюс Докинс; кроме того, имеет место избирательная кампания на пост губернатора штата. Основными кандидатами являются Джон Хантер и Майкл Грэйвс, хотя не упоминается, к каким партиям они принадлежат, и кто из них является (если кто-то является) действующим губернатором.
В городе имеется собственный Пожарный Департамент (Fire Department of Liberty City, FDLC), внешний вид которого напоминает реальный Пожарный департамент Нью-Йорка (FDNY). Сотрудников департамента можно попытаться вызвать на тушение пожара; однако, независимо от того, есть на самом деле пожар или нет, пожарные вскоре заявляют: «А, ещё один ложный вызов», и возвращаются на место.
В Либерти-Сити также есть собственная бейсбольная команда «Либерти-Сити Свингерс», играющая в районе Дюкс, футбольная команда «Либерти Сити Рэт», хоккейная команда «Либерти-Сити Ремпейдж», и две баскетбольные команды, «Либерти-Сити Пенетрейторс» и «Либерти-Сити Саламандерс».
В начале сюжета городские мосты закрыты из-за террористической угрозы, затем они открываются.
Вместо реальной Статуи Свободы вымышленный Либерти Сити имеет Статую Счастья, расположенную, соответственно, на Острове Счастья, лежащем к югу от Алгонквина (который в реальном мире соответствует Манхэттену). Памятник был подарен Соединённым Штатам Францией в 1886 году, чтобы отметить «100 лет свободы от британской еды и британской орфографии».
Вместо факела статуя держит в руке чашку кофе, и имеет надпись:

Пошлите нам самых лучших, самых талантливых, самых умных
Чтобы они вдохнули свободы и склонились перед нашей властью
Смотрите, как мы заставляем их вытирать задницы нашим богачам
Говоря при этом, что они в стране возможностей
Июль IV
MDCCLXXVI

Телефонный код Либерти-Сити — 948.

### Grand Theft Auto: Chinatown Wars
2009 год. В сравнении с Grand Theft Auto IV город остался таким же, но отсутствует Олдерни.

## Транспорт в Либерти-Сити

### Метро
В Grand Theft Auto III и Grand Theft Auto: Liberty City Stories имеется метрополитен. В третьей части игры была одна линия и четыре станции (по одной в Портленде и Шорсайд-Вейл и две на острове Стонтон). Метро в Портленде открывалось после прохождения всех миссий в этом районе. Но попасть в метро можно и без прохождения миссий. Для этого нужно добраться либо до острова Стонтон, либо до Шорсайд-Вейла.
Также в Grand Theft Auto III и Grand Theft Auto: Liberty City Stories на острове Портленд имеется линия надземного метро с тремя станциями: Чайнатаун, Хепберн-Хайтс, Сент-Маркс.
Метро вернулось только в Grand Theft Auto IV. В ней есть 2 линии (формально их 8 из-за того, что учитывается разделение на острова плюс сторона движения), на которых находятся 28 станций (одна из них пересадочная). Линии именуются следующим образом: первая линия (сине-жёлтая) состоит из участков E, B, C и K, а вторая (красно-зелёная) из A, J, 3 и 8. В метро присутствуют как надземные, так и подземные участки. Проходит везде, кроме острова Олдерни.

### Такси
В Grand Theft Auto IV и GTA: Chinatown Wars появилась возможность ездить в такси в качестве пассажира. Игрок должен нажать соответствующую клавишу, чтобы главный герой свистнул или махнул рукой. Затем игрок садится в остановившиеся такси и выбирает место назначения (игровой пункт или любая точка, заранее указанная на карте). Игровая стоимость проезда в такси зависит от расстояния на которое требуется проехать и скорости (можно пропустить поездку за более высокую плату, время этой поездки не учитывается, что позволяет не опаздывать). Ранее в Grand Theft Auto: Liberty City Stories ездить на такси в качестве пассажира можно было только в случаях попадания в больницу или полицейский участок при выполнении миссии. В остальных случаях герой ездит на такси в качестве водителя.

### Автобус
И в 3D, и в HD Вселенной Grand Theft Auto присутствуют автобусы, однако установленных маршрутов ни в одной из игр не существует, несмотря на то, что по всему городу расставлены автобусные остановки. В бета-версиях Grand Theft Auto IV и эпизодов присутствовала полноценная система автобусов с 28 маршрутами. Факт её существования подтверждают остатки в коде игры, а также неиспользуемая 3D-модель водителя автобуса. В HD вселенной всем общественным транспортом управляет компания LTA (пародия на компании MTA и NYCTA).

### Канатная дорога
В HD Вселенной Grand Theft Auto в Либерти-Сити между Алгонквином и Колони-Айленд курсируют вагоны канатной дороги, которая базируется на реальной канатной дороге в Нью-Йорке. Вагон канатной дороги технически является поездом.

### Железная дорога
Действующая железная дорога в Либерти-Сити не показана ни в одной игре.
В Grand Theft Auto III имеется товарная станция, и пути, которые никуда не ведут. Тоннель, куда ведут пути, имеет конец в портовой зоне.
В Grand Theft Auto IV в районе Истон присутствует здание под именем Grand Easton Terminal, которое своей архитектурой и расположением отсылает к Grand Central Terminal, однако это здание недоступно для игрока. В индустриальных районах Либерти-Сити часто встречаются остатки грузовых железных дорог, например, в районах Вестминстер и Мит-Квартер проходит эстакада, являющаяся отсылкой на грузовую линию Хай-Лайн, которая проходила в похожих районах Манхэттена и в данный момент переделана в парк.